# Osmia bella
Osmia bella är en biart som beskrevs av Cresson 1878. Osmia bella ingår i släktet murarbin, och familjen buksamlarbin. Inga underarter finns listade i Catalogue of Life.